# 攻击直升机

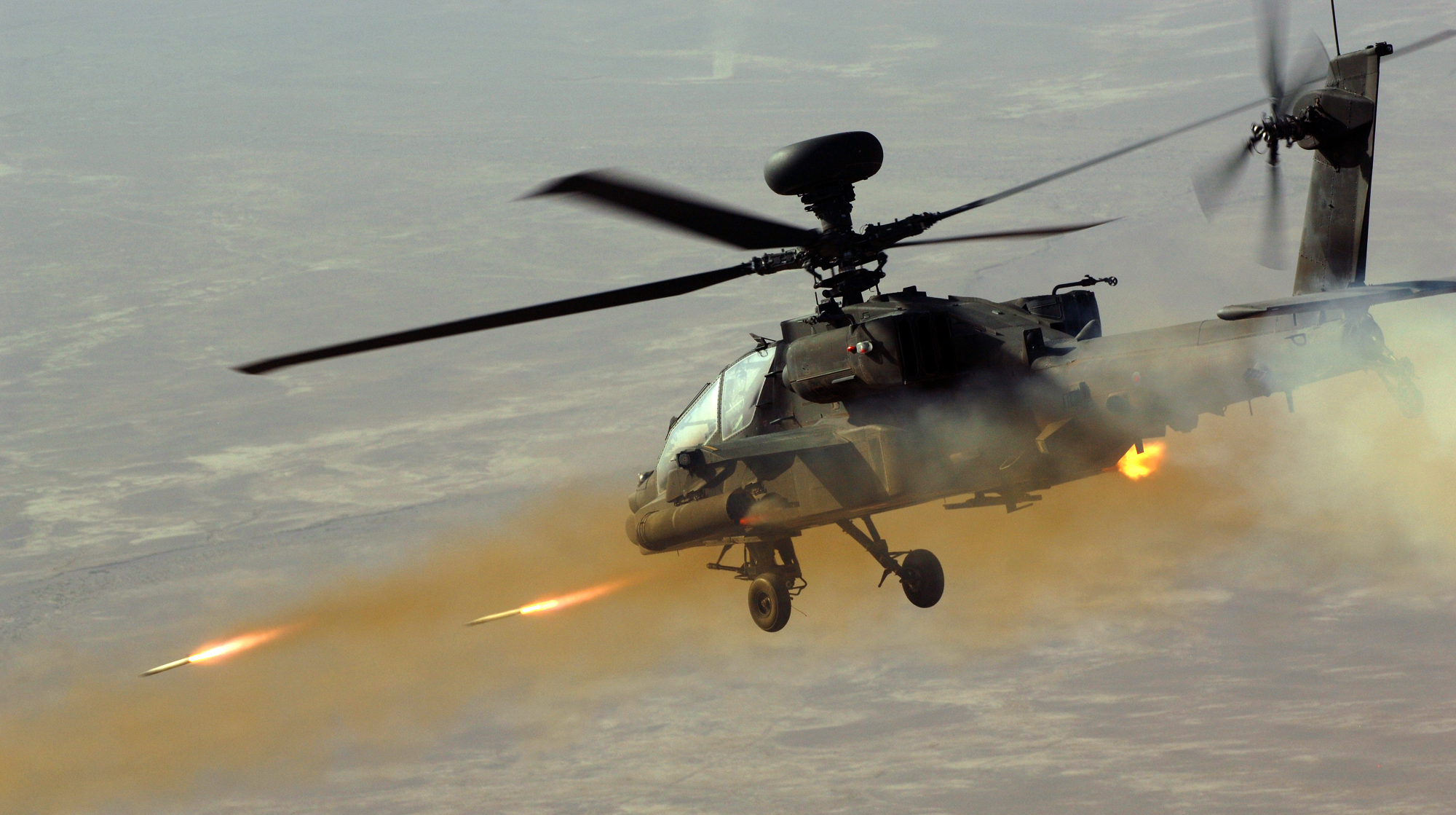
阿帕契AH MK1直昇機發射火箭彈

攻击直升机（英語：attack helicopter）也称直升机炮艇（helicopter gunship），是装备了进攻性武器的军用直升机，属于武装直升机的一种，其主要武器为速射自动武器（机炮和机枪）、火箭炮以及精確制導武器（导弹），很多攻击直升机也可以装备对空导弹，但主要用于自卫。当今的攻击直升机在功能上与固定翼攻击机类似，专门用于攻击地面目标如步兵、装甲车辆和建筑，在战术上主要有两个用途：充当低空炮艇机为地面部队提供直接和精确的近距离空中支援；实施战术空袭主动摧毁敌军集结的装甲目标。攻击直升机有时也会作为轻型直升机之补充，用以执行侦察任务。

## 歷史

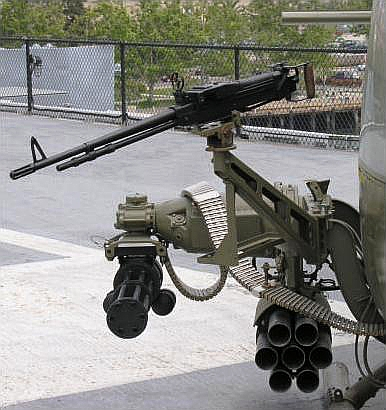
UH-1直昇機外掛的M21武器系統，設有M61火神式機砲與M158火箭吊艙，艙門旁則是另外加裝的M60通用機槍與GAU-17迷你砲機槍。

在越戰中，美軍為了把大批部隊進駐越南，第一次大量投入直升機進行作戰任務。美軍利用直升機快速起降與起降場地需求小的特性，發展出利用直升機快速移動部隊，進行敵後奇襲的空中騎兵戰術，在戰爭期間發揮出相當的效力。此後，美國陸軍（及海軍陸戰隊）對直升機的倚重進一步增加，直升機空中機動作戰幾乎成為美軍的典型戰術，不過，美軍直升機在越戰後期的損失率節節高升，也顯示出直升機在戰場的脆弱性。為了令直升機減低在戰場上的脆弱性，把UH-1直升機加裝機槍和裝甲，開創了攻击直升机的戰史。

## 現役主要攻击直升机及用户

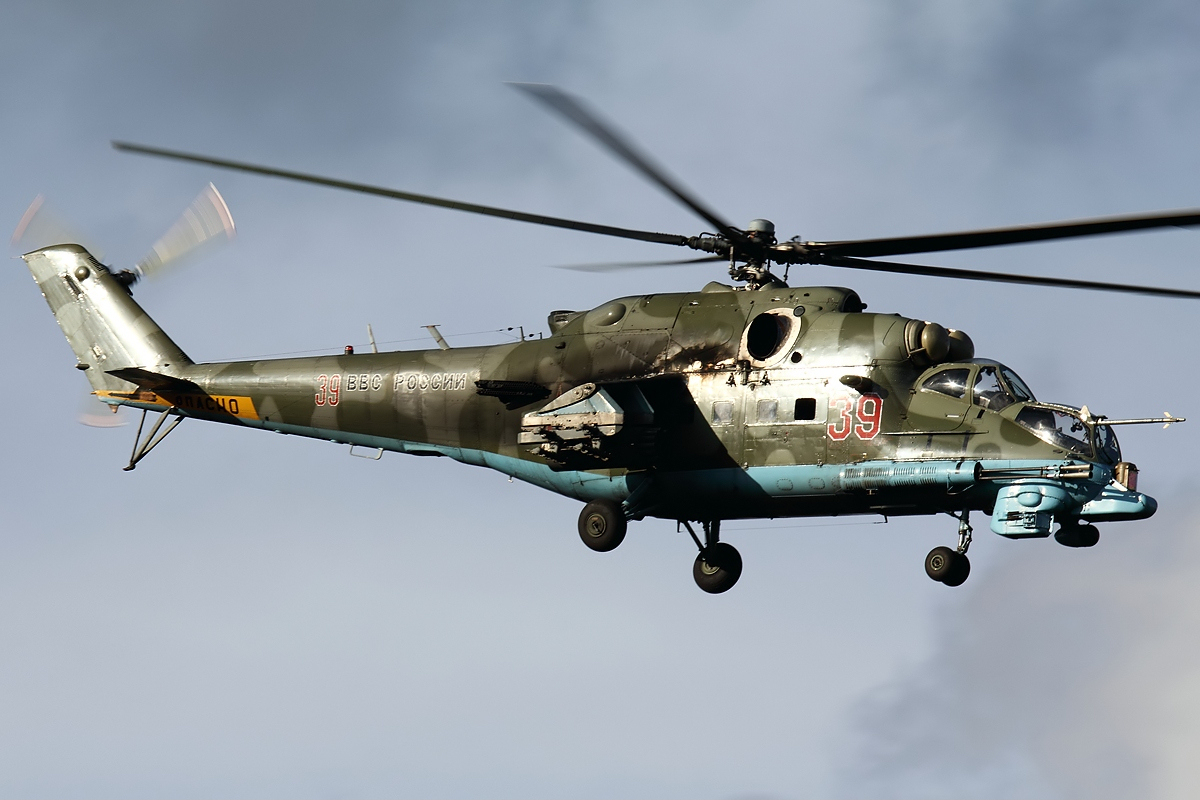
俄罗斯空天軍Mi-24PN直升機
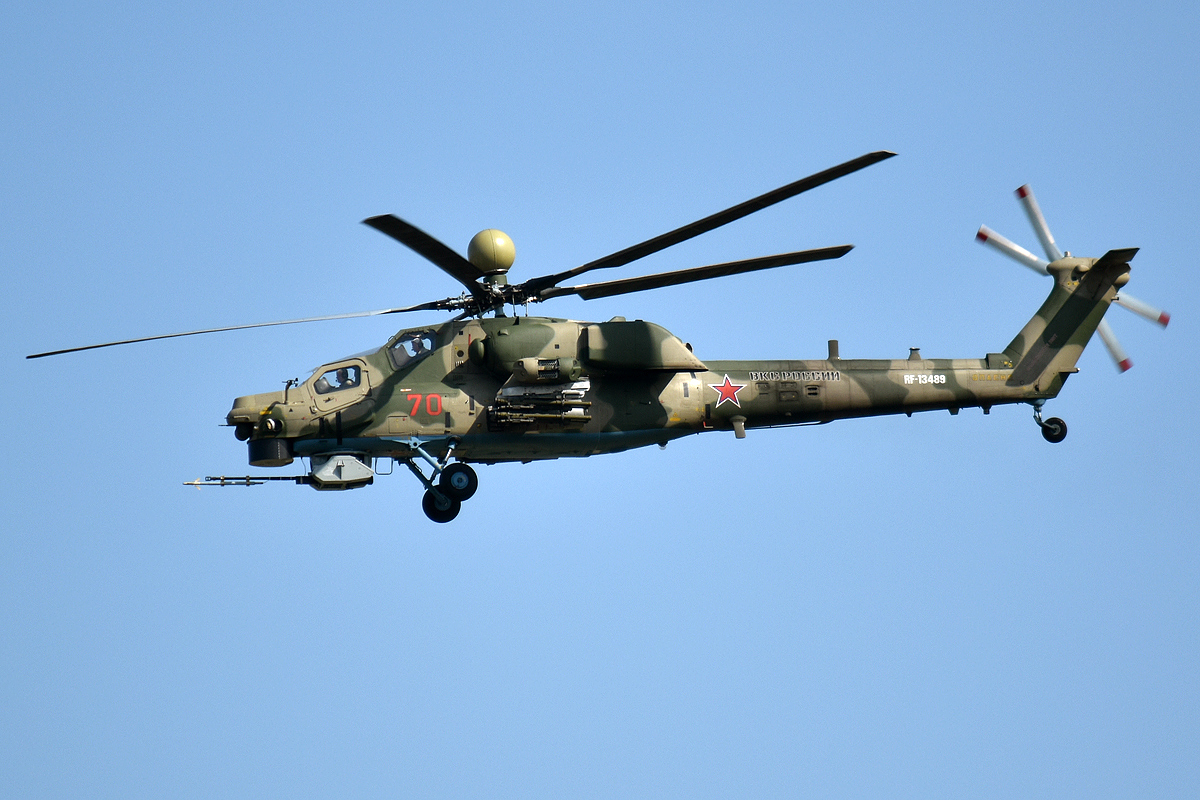
俄罗斯空天軍Mi-28NM直升機
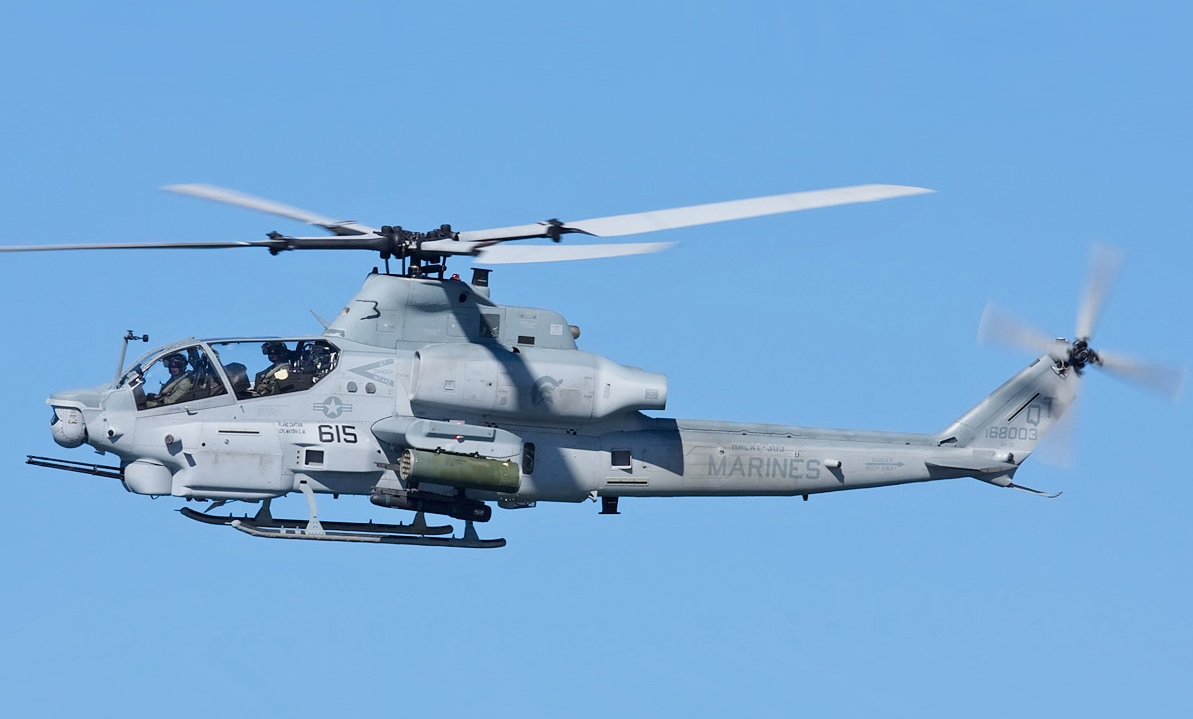
美國海軍陸戰隊AH-1Z蝰蛇直升機
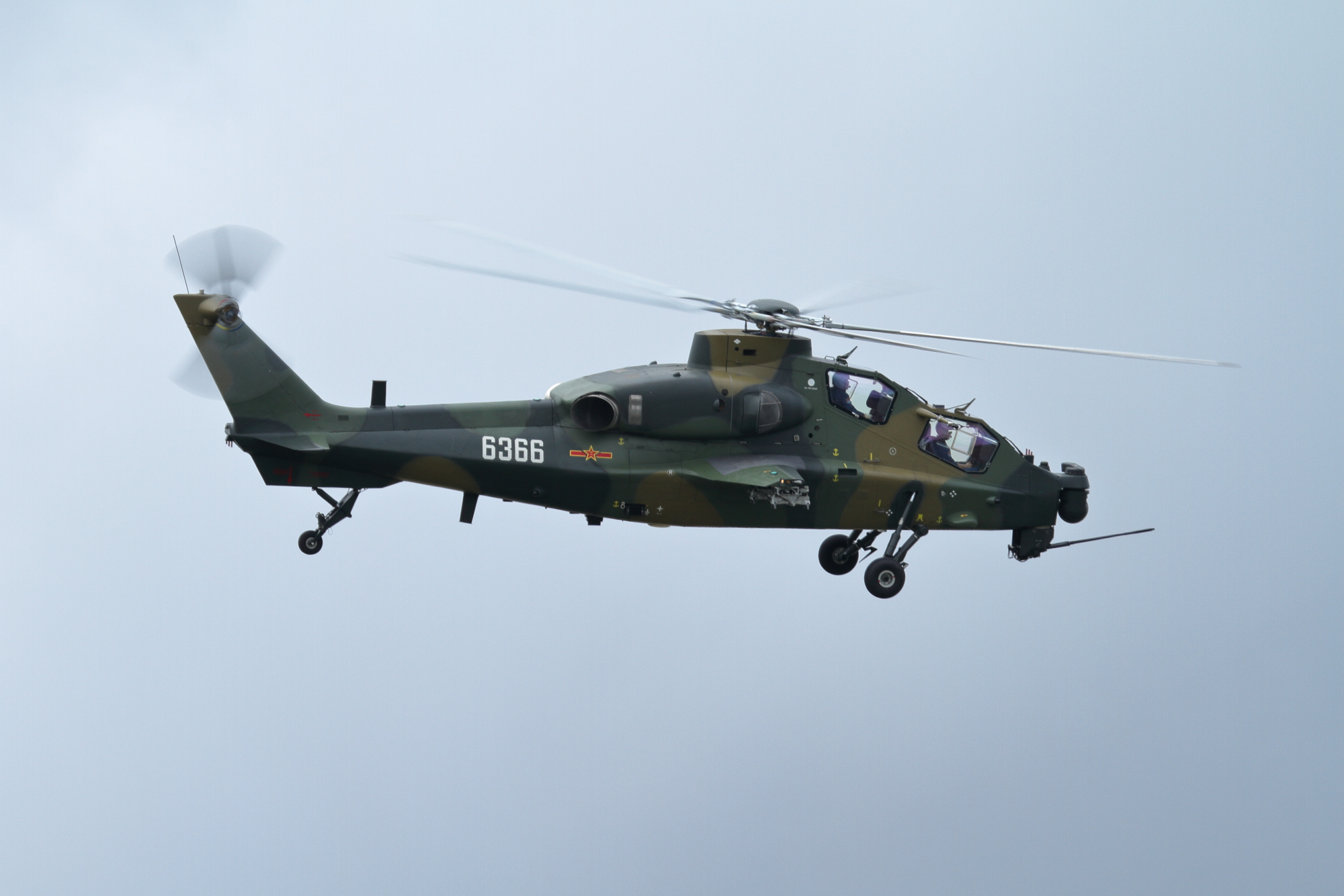
中國人民解放軍空軍直-10K直升机
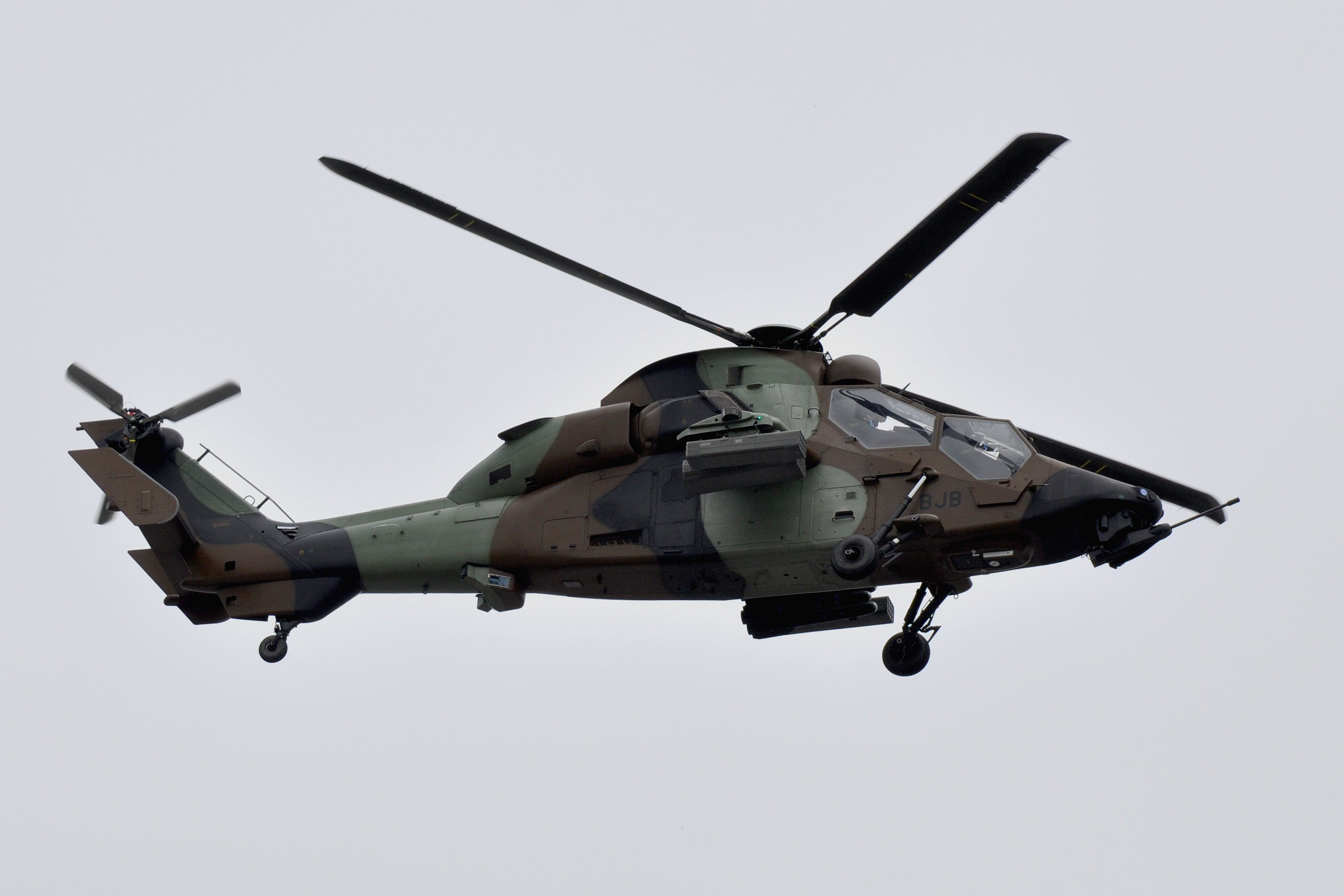
法國陸軍虎式直升机
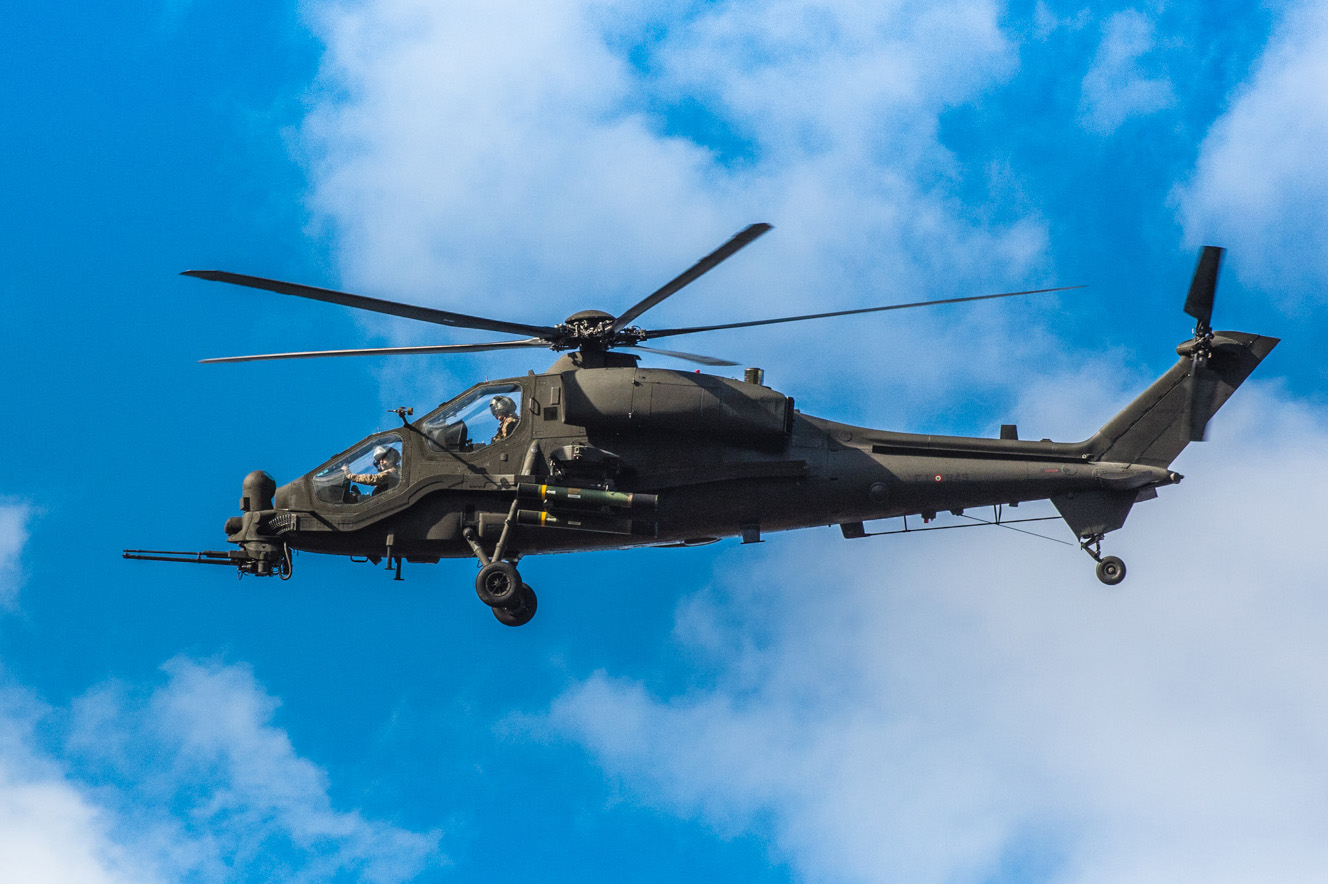
義大利陸軍A129野馬直升機

- Mi-35直升机（俄羅斯空天軍、蘇丹空軍、阿爾及利亞空軍、白俄羅斯空軍、阿塞拜疆空軍、布吉納法索空軍、亞美尼亞空軍、緬甸空軍、安哥拉空軍、秘魯空軍、伊拉克空軍、奈及利亞空軍、哈薩克空軍、斯里蘭卡空軍、委內瑞拉空軍、斯里蘭卡空軍、剛果民主共和國空軍、印尼陸軍、馬利空軍、衣索比亞空軍、厄立特里亞空軍、辛巴威空軍、烏幹達空軍、盧旺達空軍、古巴空軍、巴基斯坦陸軍、印度空軍、乍得空軍、塞內加爾空軍、塞拉利昂空軍、布隆迪空軍、吉布提空軍、剛果共和國空軍、尼日爾空軍）
- Mi-24雌鹿直升機（俄羅斯空天軍、烏克蘭陸軍、敘利亞空軍、波蘭空軍、葉門空軍、埃及空軍、喬治亞空軍、匈牙利空軍、阿富汗空軍、保加利亞空軍、塔吉克空軍、塞爾維亞空軍、吉爾吉斯空軍、莫桑比克空軍）
- Mi-28攻擊直升機（俄羅斯空天軍、阿爾及利亞空軍、烏幹達空軍）
- Ka-52（俄羅斯空天軍、埃及空軍）
- AH-64阿帕契直昇機（美國陸軍、波蘭陸軍、以色列空軍、沙烏地阿拉伯陸軍、埃及空軍、英國陸軍、韓國陸軍、澳大利亞陸軍、中華民國陸軍、荷蘭皇家空軍、希臘陸軍、摩洛哥皇家陸軍、阿聯陸軍、卡塔爾皇家空軍、印度空軍、新加坡陸軍、日本陸上自衛隊、沙烏地阿拉伯國民警衛隊、印尼陸軍）
- T929直升機（英语：TAI T929 ATAK 2）（土耳其陆军）
- AH-1Z蝰蛇直升機（美國海軍陸戰隊、斯洛伐克空軍、捷克空軍、巴林皇家空軍）
- AW249（英语：AW249）（義大利陸軍）[1]
- 石茶隼攻擊直升機（南非空軍）
- 直-10（中國人民解放軍陸軍、中國人民解放軍空軍）
- AH-1W超級眼鏡蛇（中华民國陸軍、伊朗陸軍）
- 虎式直升机（法國陸軍、德國陸軍、西班牙陸軍）
- HAL轻型战斗直升机（印度陸軍、印度空軍）[2]
- 樓陀羅攻擊直升機（印度陸軍、印度空軍）
- LAH輕型武裝直升機（韓國陸軍）[3]
- MAH-1兩棲攻擊直升機[4]（韓國海軍陸戰隊）
- T129直升機（英语：T129）（土耳其陸軍、菲律賓空軍、尼日利亞空軍）
- 奧古斯塔A129野馬直升機（義大利陸軍）
- AH-1眼鏡蛇直升機（巴基斯坦陸軍、日本陸上自衛隊、韓國陸軍、巴林皇家空軍、菲律賓空軍、肯尼亞空軍）
- 直-19（中國人民解放軍陸軍）
- AH-6（英语：AH-6）（美國陸軍、約旦皇家空軍、沙烏地阿拉伯國民警衛隊、泰國皇家陸軍）